# ウゴ・ルグラン
ウゴ・ルグラン（Ugo Legrand 1989年1月22日- ）は、フランスのルーアン出身の柔道選手。階級は73kg級。身長176cm。得意技は内股すかし。初段。

## 人物
祖父と父親が柔道の指導者だったこともあり、柔道は3歳の時に始めた。ジュニアの頃は66kg級の選手として活躍していて、2008年の世界ジュニアでは優勝を飾った。その後、シニアになると階級を73kg級に上げて、2010年の世界選手権では7位になった。2011年に地元フランスのパリで開催された世界選手権では、4回戦で優勝候補だった韓国の王己春を開始早々の内股で破るなどするが、準決勝ではオランダのデックス・エレモントと判定の末に敗れたものの3位となった。2012年にはヨーロッパ選手権で優勝を飾った。2012年7月のロンドンオリンピックでは準々決勝でオランダのエレモントの前に敗れるが、その後の3位決定戦で韓国の王己春を破って銅メダルを獲得した。しかし、2013年の世界選手権では決勝で日本の大野将平の跳腰で敗れ2位にとどまった。2015年には現役引退を表明した。

## 主な戦績
66kg級での戦績
- 2005年 - ヨーロッパカデ柔道選手権大会　3位
- 2006年 - ヨーロッパジュニア　3位
- 2007年 - フランスジュニア国際　優勝
- 2007年 - ヨーロッパジュニア　2位
- 2008年 - ベルギー国際　優勝
- 2008年 - ドイツジュニア　優勝
- 2008年 - ヨーロッパジュニア　優勝
- 2008年 - 世界ジュニア　優勝

73kg級での戦績
- 2009年 - フランス語圏競技大会　優勝
- 2009年 - ヨーロッパU23柔道選手権大会　優勝
- 2010年 - グランドスラム・パリ　5位
- 2010年 - ヨーロッパ選手権　3位
- 2010年 - 世界選手権　7位
- 2010年 - グランプリ・青島　優勝
- 2011年 - グランドスラム・パリ　3位
- 2011年 - 世界選手権　3位
- 2011年 - グランプリ・アムステルダム　3位
- 2011年 - グランドスラム・東京　5位
- 2012年 - グランプリ・デュッセルドルフ　3位
- 2012年 - ヨーロッパ選手権　優勝
- 2012年 -　ロンドンオリンピック　3位
- 2013年 - 世界選手権　2位
- 2014年 - グランドスラム・パリ　3位
- 2014年 - パンナムオープン・モンテビデオ　優勝
- 2014年 - パンナムオープン・ブエノスアイレス　3位